# 圣阿曼兹
圣阿曼兹（荷蘭語：Sint-Amands，荷蘭語發音：[ˌsɪnt ɑˈmɑnts]）是比利时弗拉芒大區安特衛普省的一个城镇和旧市镇。圣阿曼兹原为一独立市镇，2019年1月1日，圣阿曼兹与市镇皮尔斯合并为新市镇皮尔斯-圣阿曼兹。

## 历史
1977年，市镇利珀洛和上皮尔斯并入圣阿曼兹。2019年1月1日，圣阿曼兹与市镇皮尔斯合并为新市镇皮尔斯-圣阿曼兹，1977年合并前的各市镇成为了皮尔斯-圣阿曼兹的片区。

## 地理
1977-2018年的圣阿曼兹市镇面积15.58平方千米。